# براوتون (إلينوي)
براوتون (بالإنجليزية: Broughton)‏ هي مستوطنة تقع في الولايات المتحدة في إلينوي. يقدر عدد سكانها بـ 193 نسمة .

## الموقع الجغرافي
الموقع الجغرافي للمناطق المحيطة بهذه النقطة هو كالتالي:

## أعلام
- جون سين جونز